# Dekanat Stanów Wschodnich
Dekanat Stanów Wschodnich – jeden z 4 dekanatów tworzących Patriarsze parafie w Stanach Zjednoczonych. Obejmuje 9 parafii znajdujących się w  stanach New Hampshire, New Jersey i Nowy Jork  oraz monaster w stanie Massachusetts. Obowiązki dziekana pełni obecnie (2022) ks. Alexey Paranyuk.
Na terenie dekanatu znajdują się następujące parafie:
- Parafia św. Mikołaja w Bayonne
- Parafia św. Jerzego w Bayside
- Parafia Świętych Piotra i Pawła w Elizabeth
- Parafia Trzech Świętych Hierarchów w Garfield
- Parafia Podwyższenia Krzyża Pańskiego w Hackettstown
- Parafia Narodzenia Jana Chrzciciela w Little Falls
- Parafia Świętych Piotra i Pawła w Manchesterze
- Parafia Świętych Piotra i Pawła w Passaic
- Parafia Wszystkich Świętych Rosyjskich w Pine Bush

oraz męski monaster św. Dymitra we Framingham.